# Ardy Lightfoot
Ardy Lightfoot es un videojuego de plataformas lanzado para la Super Nintendo Entertainment System en 1993 en Japón, y en 1994 en occidente. Fue desarrollado por ASCII y distribuido por Titus France en Norteamérica y Europa.

## Jugabilidad
Ardy Lightfoot es un zorro antropomórfico. Está acompañado por su mejor amigo, una criatura azul llamada Pec, quien puede ser usado como arma, o asumir el rol de varios dispositivos útiles como un globo de aire caliente o un destructor de muros de roca. Si Ardy es lastimado por un enemigo, Pec desaparecerá, y solo podrá ser recuperado abriendo un cofre. Si Ardy se encuentra solo, podrá atacar rebotando con su cola. También puede protegerse temporalmente a sí mismo escondiéndose tras un espejo.

## Trama
El arcoíris sagrado se ha roto en siete piezas de cristal, y depende de Ardy obtenerlas todas. Aquel que recolecte todas las piezas de cristal obtendrá un deseo. El malvado rey Visconti ya posee una, y se encuentra buscando las demás. Para lograr esto, envía a sus lacayos, incluyendo a Beecroft, Catry, y muchos más. Ardy será asistido por sus amigos en el camino, como el sabio sin nombre, Nina, y un misterioso aventurero llamado Don Jacoby.

## Desarrollo y lanzamiento
Cuando Titus distribuyó Ardy Lightfoot para la audiencia norteamericana, se introdujeron varios cambios: estos incluyen varios sprites, como la eliminación de la pose de Ardy en espera, los animales amordazados y llorando en el fondo del nivel del bosque que también fueron removidos, y en el nivel 6, «Eaten!», se eliminó la muerte impactante de Catry; en lugar de quedar reducida a un esqueleto, simplemente queda inconsciente.

## Recepción
Electronic Gaming Monthly elogió al juego por sus enormes niveles, las numerosas habilidades del personaje, y los jefes impresionantes, pero advirtió a los compradores que requerirían de mucha paciencia, debido a la dificultad extrema del juego. Lo puntuaron un 7,2 de 10. GamePro también le dio una reseña positiva, citando la jugabilidad variada y los gráficos caricaturescos y coloridos. Super Play le dio al juego un puntaje general de 83% elogiando los gráficos, la animación y el sonido.